# Monasterio de San Juan (Caaveiro)
El monasterio de San Juan de Caaveiro (en gallego: Mosteiro de San Xoán de Caaveiro) es un monasterio del siglo XII para acoger a religiosos anacoretas. Se encuentra en el parque natural español de las Fragas del Eume en la comunidad de Galicia.
El conjunto fue declarado Bien de Interés Cultural desde 1975 por su importancia arquitectónica.
Es propiedad de la Diputación Provincial de La Coruña.

## Descripción

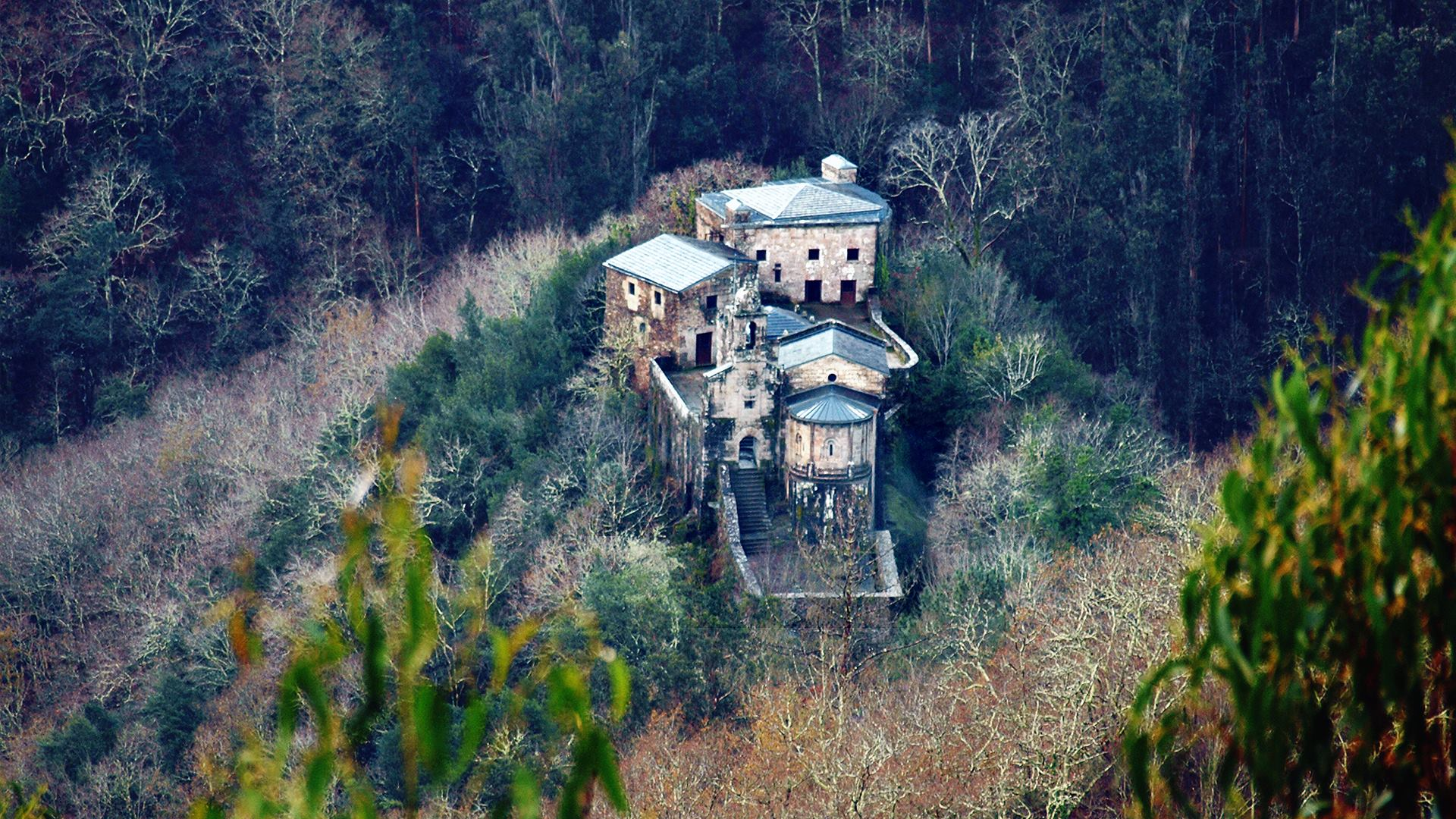
Vista aérea.

Los restos más antiguos son del siglo XII, destacando la iglesia que se levanta sobre un montículo muy escarpado que obligó a sus constructores a salvar los desniveles del terreno por medio de altos muros con contrafuertes y estancias subterráneas. Del templo románico se conserva en buen estado la cabecera y buena parte de la nave. Queda también en pie un hermoso campanario  de estilo barroco del siglo XVIII, obra de la escuela de Simón Rodríguez. La casa de los canónigos y las cocinas del monasterio también se conservan aceptablemente.

## Historia

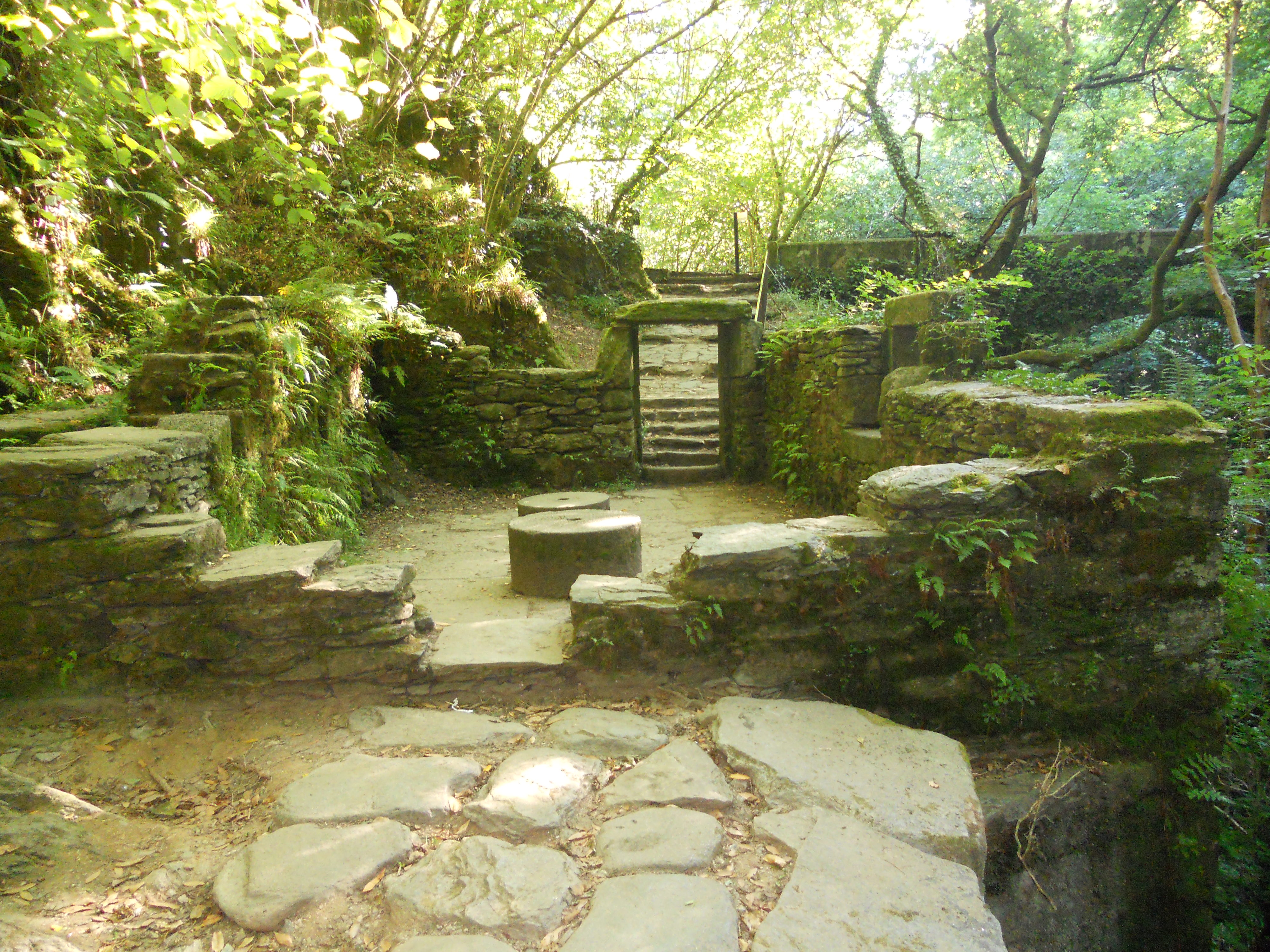
Restos del molino.

El monasterio se fundó en el año 934. Las donaciones del obispo Rosendo le proporcionaron una fortuna importante. Posteriormente, el obispo de Santiago de Compostela asignó territorios y jurisdicciones al monasterio en la margen derecha del río Eume. Al principio el monasterio perteneció a la orden de San Benito, pero cambió a la orden de San Agustín en el siglo XII. El dominio alcanzó su mayor extensión entre 1220 y 1259. Más de quince parroquias quedaron bajo su jurisdicción.
Obtuvo así el cenobio un gran poder, alcanzando su iglesia la categoría de Real Colegiata con seis canónigos que conservó hasta finales del siglo XVIII, época en la que, tras quedar abandonado, inició su decadencia y deterioro. En 1896, Pío García Espinosa compra buena parte de las tierras alrededor del monasterio y restaura este mediante una autorización del Arzobispo de Santiago de Compostela,.Derriba, para acometer la restauración, la casa delantera y la iglesia prioral, edifica un pabellón almenado y reconstruye la capilla de Santa Isabel.